# Inácio Caetano de Carvalho
Inácio Caetano Felicíssimo de Carvalho (Goa, Goa Norte, Bardez, Camurlim ou Camorlim, 5 de setembro de 1843 — Camorlim, Colvalle, 15 de setembro de 1907), 1.º e único visconde de Bardez, proprietário de extensas terras, advogado notabilíssimo, director do jornal Pátria, chefe do Partido Regenerador de Goa e conselheiro e consultor do governo, foi um goês que se distinguiu pela resistência às arbitrariedades da administração colonial portuguesa.

## Biografia
Ignácio Caetano Felicíssimo de Carvalho, na grafia do tempo, foi um goês católico, filho de Joaquim Salvador de Carvalho e de sua mulher Maria Eufregina Carlota de Noronha. Foi advogado e presidente da Câmara Municipal de Bardez, com sede em Mapuçá.
O rei  D. Carlos concedeu-lhe o título de 1.º visconde de Bardez, em duas vidas, por decreto de 26 de abril de 1894, mas não consta ter havido verificação de segunda vida.
Foi acusado de ser o "principal instigador e dirigente dos rebeldes" durante a revolta de Goa de 1895-1896, mas defendeu-se num folheto publicado em 1896 em Bombaim, após refugiar-se na Índia Britânica, alegando ter servido apenas de pacificador. Acusou o então capitão Manuel de Oliveira Gomes da Costa, que se distinguiu na repressão da revolta, de ter atiçado o conflito por mera ambição pessoal. De facto, o Visconde de Bardez patrocinou a revolta dos soldados e manteve contactos com os rebeldes ranes, que há muito lutavam contra as autoridades portuguesas.
A revolta dos soldados indianos começara com a recusa de duas centenas de cipaios de etnia marata em integrar um contingente que deveria ser enviado de Goa para Moçambique, por ordem do governo português. O conflito, agravado pela intervenção dos ranes na revolta, terminou com um perdão e amnistia para os revoltosos em 1897.